# 王寺郵便局
王寺郵便局（おうじゆうびんきょく）は、奈良県北葛城郡王寺町にある郵便局。民営化前の分類では集配普通郵便局であった。

## 概要
住所：〒636-8799 奈良県北葛城郡王寺町王寺1-1-12

## 沿革
- 1912年（大正元年）11月6日 - 開局。
- 1963年（昭和38年）6月16日 - 電話通話・交換、和文電報受付・配達、国内欧文電報受付・配達、国際電報受付・配達の各業務を王寺電報電話局に移管[1]。
- 1963年（昭和38年）7月1日 - 特定郵便局から普通郵便局に局種別改定。
- 1998年（平成10年）9月1日 - 外国通貨の両替および旅行小切手の売買に関する業務取扱を開始。
- 2007年（平成19年）2月5日 - 竜田郵便局（〒636-0199→〒636-0153）から集配業務を移管[2]。
- 2007年（平成19年）10月1日 - 民営化に伴い、併設された郵便事業王寺支店に一部業務を移管。
- 2012年（平成24年）10月1日 - 日本郵便株式会社発足に伴い、郵便事業王寺支店を王寺郵便局に統合。

## 取扱内容
- 郵便、印紙、ゆうパック、内容証明
- 貯金、為替、振替、振込、国際送金、外貨両替・トラベラーズチェック、国債、投資信託
- 生命保険、バイク自賠責保険、がん保険、引受条件緩和型医療保険
- ゆうちょ銀行ATM
- 北葛城郡（王寺町、河合町）内および生駒郡（斑鳩町、三郷町、平群町）内（〒636-00xx、636-01xx、636-08xx、636-09xx）の集配業務
- ゆうゆう窓口

## 風景印
・和の鐘、信貴山毘沙門天王の大福寅、河合町の木・サザンカ。局名表記は「王寺」
・使用開始日は2003年9月22日～

## 周辺
- 王寺町役場
- 王寺町立図書館
- 近畿郵政研修センター

## アクセス
- JR・近鉄 王寺駅から徒歩約8分
- 奈良交通バス 王寺町役場前停留所下車
- 西名阪自動車道 法隆寺ICから西へ約3.5km、もしくは香芝ICから北へ約4km
- 国道25号沿い
- 駐車場あり：9台